# Heinkel He 51
Heinkel He 51 je dvokrilni zrakoplov, jednosjed. Razvijan je kao lovac, zrakoplov za napade na zemaljske ciljeve i kao hidroavion. 

## Dizajn i razvoj
Izrada je bazirana na starijim inačicama Heinkel He 37 i Heinkel He 49. Prvi let zrakoplov je imao u svibnju 1933. a isporuka je počela u srpnju 1934. godine. Bio je naoružan s dva mitraljeza od 7.92mm. Ukupno proizvedeno je oko 700 zrakoplova.

## Povijest korištenja
6. kolovoza 1936. šest He 51 su bili poslani u Španjolsku da se bore u Španjolskom građanskom ratu.
Dostava novih zrakoplova se nastavlja dok nisu formirane 3 eskadrile po 12 zrakoplova. Iz ovih eskadrila je formirana Kondor Legija u studenom.
Vrijeme zračne dominacije He 51 kao lovca je bilo kratko, i u trenutku kad se pojavio novi Polikarpov I-16, He 51 je potpuno izgubio svoju funkciju kao lovac. He 51 se povlači iz službe kao lovac te se nadalje koristi za gađanje ciljeva na tlu te naposljetku kao pilotski trener.
Nakon rata preostalih je 46 zrakoplova spojeno s 15 novih i zajedno su služili kao zrakoplovi za vježbe u Španjolskoj do 1952.
Iskustva u Španjolskoj naposljetku su dokazala da je vrijeme dvokrilaca prošlo. Na početku Drugog svjetskog rata Luftwaffe se nije služio He 51 u aktivnoj borbi, nego samo kao zrakoplovom za vježbanje pilota.

## Korisnici
- Treći Reich
- Španjolska

## Tehničke karakteristike
Osnovne karakteristike
- posada: 1
- dužina: 8,4 m
- raspon krila: 11,0 m
- površina krila: 27,2 m2
- visina: 3,20 m

Letne karakteristike
- najveća brzina: 330 km/h
- ekonomska brzina: 280 km/h
- dolet: 570 km
- najveća visina leta: 7.700 m
- specifično opterećenje krila: 69.9 kg/m2
- motor: 1× BMW VI 7,3Z vodom hlađeni V12 klipni motor

## Vanjske poveznice
Arhivirana inačica izvorne stranice od 8. siječnja 2008. (Wayback Machine)